# زهير داود التميمي
زهير داود التميمي هو طيار مقاتل سابق في القوة الجوية العراقية، قاتل في حرب الخليج الثانية. يُنسب إليه إسقاط طائرة أمريكية من نوع إف/إيه-18 هورنت في الليلة الأولى من الحرب.

## حياته المبكرة والمسيرة العسكرية
تخرج زهير من أكاديمية القوة الجوية العراقية، الدفعة 37. تدرب في البداية على طائرة ميكويان-جوريفيتش ميج-21 وتم تعيينه في السرب 37. في عام 1984، بينما كان يحمل رتبة ملازم، تم اختياره كواحد من خمسة طيارين للخضوع لتدريب تحويلي على طائرة ميكويان جوريفيتش ميج-25 في الاتحاد السوفيتي. بعد عودته إلى العراق، ساعد في تأسيس السرب 96، الذي يشغل طائرات ميج-25. خدم مع الوحدة حتى نهاية عام 2002 وسجل أكثر من 2200 ساعة طيران على الميج-25.

صورة لمحمد ريان، من المحتمل أن يظهر فيها زهير داود أيضًا.

## مهمات الاستطلاع
على الرغم من كونه طيار مقاتل، إلا أن زهير قام أيضًا بمهمات استطلاع عالية الخطورة، بما في ذلك:
- رحلة مراقبة عام 1997 فوق تحركات الحدود التركية على ارتفاع 15 كم وبسرعة ماخ 1.7.[5]
- مهمة استطلاع عميقة عام 1999 على طول الحدود السعودية، غطت 525 كم على ارتفاع 20 كم وبسرعة ماخ 3.2، وتفادت بنجاح اعتراض أمريكي.[6]

## حرب الخليج وحادثة سبايكر
في ليلة 16-17 يناير 1991، تم إقلاع زهير بشكل عاجل من قاعدة القادسية الجوية (الآن عين الأسد) لاعتراض طائرات التحالف. أثناء طيرانه بطائرة ميج-25PDS، اشتبك وأسقط طائرة أمريكية من نوع إف/إيه-18 هورنت كان يقودها الملازم الأول سكوت سبايكر. استمر الاشتباك بضع ثوان فقط، حيث أصاب صاروخ R-40RD الهدف من على مدى 29 كم. تم تأكيد الإسقاط لاحقًا بواسطة تقارير أمريكية.
لاحقًا خلال الطلعة الجوية، التقط على راداره هدفًا ثانيًا اعتقد أنه معادٍ، لكنه تلقى أمرًا بفك الاشتباك بسبب تشويش في التعريف قد يؤدي لاستهداف صديق. نجا بصعوبة من نفاد الوقود عند العودة، وهبط بأمان على الرغم من هجمات القنابل العنقودية الأمريكية على المدرج.

## ما بعد الحرب والتكريم
على الرغم من الاعتراف بإسقاطه لطائرة إف/إيه-18 هورنت، إلا أن زهير لم يتم تكريمه على الفور. قدم أكثر من 75 طلبًا رسميًا للتقدير بين عامي 1991 و 1996. في النهاية، بعد التأكيد من تحقيقات عراقية أمريكية مشتركة في موقع تحطم الطائرة، وافق الرئيس صدام حسين على منحه مكافأة: مركبة، مبلغ نقدي، ووعود بإصدار أوسمة فخرية بعد انسحاب القوات الأمريكية.

ذكرت الجريدة إنجاز زهير، لكنها حددت الطائرة بشكل خاطئ على أنها إف-15سي.

بعد غزو عام 2003، أعادت القوات الأمريكية تسمية القاعدة التي خدم فيها زهير إلى "قاعدة سبايكر الجوية"، تيمنًا بالطيار نفسه الذي أسقطه.

## التحقيق الأمريكي
ظلت مصير الملازم أول سبايكر لغزًا لسنوات. زارت فرق أمريكية موقع التحطم واستعادت أجزاء من الحطام، ومقعد القذف، والمظلة، وأدلة بيولوجية تؤكد وفاة سبايكر. اشتبهت السلطات الأمريكية في البداية في أن سبايكر ربما نجا وتم احتجازه من قبل العراق، لكن ذلك تم دحضه لاحقًا.
تمت مقابلة زهير من قبل وسائل الإعلام الأمريكية ( notably سي بي إس) وفرق الاستخبارات بعد عام 2003. رفض السفر مع سي بي إس إلى موقع التحطم بسبب مخاوف أمنية، متخوفًا من أن تكون فخًا.